# Edward Lewis (Produzent)
Edward Lewis (* 16. Dezember 1919 in Camden, New Jersey; † 27. Juli 2019 in Los Angeles) war ein US-amerikanischer Filmproduzent.

## Leben
Im Alter von 15 Jahren begann er ein Studium an der Bucknell University. Während des Zweiten Weltkriegs diente er in der US Army. Nach dem Krieg ließ er sich in Hollywood nieder. 1949 folgte mit The Lovable Cheat seine erste Filmproduktion. Es handelt sich um die Adaption eines Stückes von Honoré de Balzac, an dessen Drehbuch Lewis auch mitwirkte. Nach der Realisierung eines weiteren Kinofilms wandte sich Lewis zunächst dem Fernsehen zu. So war er bspw. an der Serie Schlitz Playhouse of Stars beteiligt.
Mit Beginn der 1960er Jahre legte er seinen Fokus wieder auf Kinoproduktionen. So arbeitete er für Spartacus mehrere Jahre erfolgreich mit der Produktionsfirma Bryna Productions zusammen, die von Kirk Douglas gegründet worden war. Außerdem produzierte er ab 1966 – unter anderem Der Mann, der zweimal lebte und Grand Prix – Filme des Regisseurs John Frankenheimer.
1977 wurde mit Brothers eines seiner Drehbücher verfilmt, er selbst war auch an der Produktion beteiligt.
Zusammen mit seiner Frau Mildred Lewis war er für den Film Vermißt für den Oscar in der Kategorie Bester Film nominiert. Hinzu kam eine Nominierung in der gleichen Kategorie für den British Academy Film Award.
Er war außerdem schriftstellerisch tätig und veröffentlichte die Bücher Heads You Lose (mit Mildred Lewis) und Masquerade. 1984 kam die letzte Produktion von Lewis, Menschen am Fluß mit Mel Gibson und Sissy Spacek, heraus.

## Filmografie (Auswahl)
- 1949: The Lovable Cheat
- 1960: Spartacus
- 1961: El Perdido (The Last Sunset)
- 1962: Einsam sind die Tapferen (Lonely Are the Brave)
- 1963: Die Totenliste (The List of Adrian Messenger)
- 1964: Sieben Tage im Mai (Seven Days in May)
- 1966: Der Mann, der zweimal lebte (Seconds)
- 1966: Grand Prix
- 1968: Ein Mann wie Hiob (The Fixer)
- 1969: Die den Hals riskieren (The Gypsy Moths)
- 1971: Die Steppenreiter (The Horsemen)
- 1973: Unternehmen Staatsgewalt (Executive Action)
- 1977: Brothers
- 1982: Vermißt (Missing)
- 1984: Menschen am Fluß (The River)